# 2300 Jackson Street
2300 Jackson Street var det sista albumet av den amerikanska gruppen The Jacksons. Den större delen av detta album utgjordes av Jermaine, Jackie, Randy, och Tito Jackson eftersom Michael och Marlon hade lämnat gruppen men de var med och sjöng titellåten tillsammans med deras bröder och de två systrarna Rebbie och Janet Jackson, La Toya Jackson hade kommit ifrån familjen på grund av flera bråk och dispyter därför var inte hon med i låten.
The Jacksons valde att arbeta med New Jack Swing producenten Teddy Riley. Albumet blev inte någon stor succé i popvärlden men var uppskattad i R&B kretsar. Jermaine fortsatte sen sin solokarriär och Tito, Randy och Jackie blev musiker och producenter. 
Låten "If You'd Only Believe" framfördes av alla sex Jackson bröder 1994 på programmet "The Jackson Family Honors" i en omgjord version tillsammans med Dionne Warwick och Celine Dion.

## Låtlista
1. "Art of Madness"
2. "Nothin' (That Compares 2 U)"
3. "Maria"
4. "Private Affair"
5. "2300 Jackson Street"
6. "Harley"
7. "She"
8. "Alright With Me"
9. "Play It Up"
10. "Midnight Rendezvous"
11. "If You'd Only Believe"